# Johann August Georg Edmund Mojsisovics von Mojsvar
Johann August Georg Edmund Mojsisovics von Mojsvar (Vienna, 18 ottobre 1839 – Mallnitz, 2 ottobre 1907) è stato un geologo e paleontologo austriaco.

## Biografia
Mojsisovics era il figlio del chirurgo Georg von Mojsisovics Mojsvar (1799-1860). Ha studiato legge all'Università di Vienna, prendendo il suo dottorato nel 1864, e nel 1867 è entrato nell'Istituto geologico, diventando capo geologo, nel 1870, e vice-direttore nel 1892. Si ritirò nel 1900, e morì a Mallnitz il 2 ottobre 1907.
Con Melchior Neumayr (1845-1890), ha diretto il Beiträge zur Paläontologie und Geologie Österreich-Ungarns (Contributi alla Paleontologia e Geologia d'Austria-Ungheria). Nel 1862, con Paul Grohmann e il dottor Guido von Sommaruga, ha fondato il Österreichischer Alpenverein (Club Alpino Austriaco), e nel 1873 ha presa parte alla fusione con il Club Alpino tedesco (Deutscher Alpenverein) creando così il Deutscher und Österreichischer Alpenverein.

## Opere
Mojsvar ha prestato particolare attenzione ai cefalopodi del periodo Triassico, e le sue pubblicazioni:
- Das Gebirge um Hallstatt (1873, 1876).
- Die Dolomitrisse von Südtirol und Venetien (1878–1880).
- Grundlinien der Geologie von Bosnien-Herzegowina (1880), con Emil Tietze e Alexander Bittner.
- Die Cephalopoden der mediterranen Triasprovinz (1882).
- Die cephalopoden der Hallstätter Kalke (1873, 1902).
- Beiträge zur Kenntniss der obertriadischen Cephalopodenfaunen des Himalaya (1896).